# 15099 Janestrohm
15099 Janestrohm eller 2000 AE92 är en asteroid i huvudbältet som upptäcktes den 5 januari 2000 av LINEAR i Socorro County, New Mexico. Den är uppkallad efter Jane Strohm.